# Фролов, Евгений Иванович
Евгений Иванович Фролов (род. 17 мая 1951 года, пос. Малокурильский, Южно-Курильский район, Сахалинская область) — российский лётчик-испытатель, Герой Российской Федерации (1994), заслуженный лётчик-испытатель Российской Федерации (1999). Автор именной фигуры высшего пилотажа «Чакра Фролова».

## Биография
Евгений Фролов родился 17 мая 1951 года в пос. Малокурильский Южно-Курильского района Сахалинской области в семье военнослужащего.
2 апреля 1996 года поднял в воздух первый опытный образец всепогодного сверхманевренного истребителя Су-37 с управляемым вектором тяги.
26 апреля 2009 года на аэродроме «Дзёмги» в Комсомольске-на-Амуре потерпел аварию третий лётный экземпляр (прототип) Су-35 б/н 904. При скоростной пробежке самолёт сошёл с взлётно-посадочной полосы и столкнулся с препятствием. Причиной аварии стал отказ системы управления двигателем. Лётчик-испытатель Евгений Фролов успел катапультироваться.

## Мировые рекорды
Фролов 30 марта 1988 г. установил четыре мировых рекорда, из них два рекорда скороподъемности (на 6000 м — 37 с; на 9000 м — 47 с в классе N*) и два — максимальной высоты полета на самолете П-42 (модернизированный Су-27).

## Награды и звания
- Герой Российской Федерации (11 октября 1994) — за мужество и героизм, проявленные при испытании, доводке и освоении новых образцов авиационной техники[7].
- Заслуженный лётчик-испытатель Российской Федерации (1999) — за заслуги в области летных испытаний и исследований новой авиационной техники[8].
- Государственная премия РФ (искусство) (2002)[9].